# Regió antàrtica

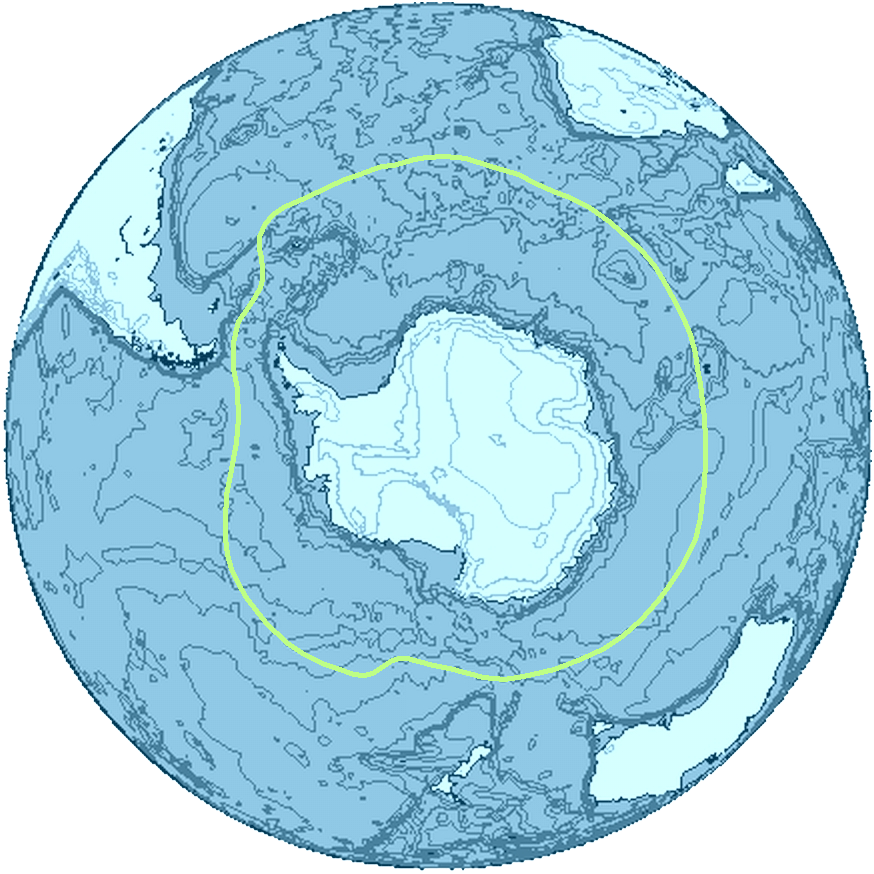
La regió antàrtica

La regió antàrtica és la zona de la terra al voltant del pol Sud. A la regió s'ubica el continent de l'Antàrtida i les plataformes de gel, aigües i territoris insulars a l'oceà Antàrtic situat al sud de la Convergència Antàrtica. La regió cobreix prop del 20% de l'Hemisferi Sud, dels quals un 5,5% (14 milions de km²) és la superfície del mateix continent.